# Рейу (деревня)
Ре́йу (эст. Reiu) — деревня в волости Хяэдемеэсте уезда Пярнумаа, Эстония. 
До административной реформы местных самоуправлений Эстонии 2017 года входила в состав волости Тахкуранна (упразднена).

## География и описание
Расположена на берегу Пярнуского залива, в 22 км к юго-востоку от уездного центра — города Пярну. Высота над уровнем моря — 23 метра.
Через деревню протекает река Рейу.
Климат умеренный. Официальный язык — эстонский. Почтовый индекс — 86508.

## Население
По данным переписи населения 2021 года, в Рейу насчитывалось 534 жителя, из них 456 (86,2 %) — эстонцы.
По данным переписи населения 2011 года, в деревне проживали 599 человек, из них 524 (87,5 %) — эстонцы.
Численность населения деревни Рейу по данным переписей населения:
| Год  | 1959 | 1970  | 1979  | 1989  | 2000  | 2011  | 2021  |
| ---- | ---- | ----- | ----- | ----- | ----- | ----- | ----- |
| Чел. | 79   | ↗ 260 | ↘ 138 | ↗ 210 | ↗ 384 | ↗ 599 | ↘ 534 |

## История
В письменных источниках 1265 года упоминается Reidesrö — вероятно, это слово означает реку Рейу или её устье, в 1680–1684 годах упоминается Redo (деревня), в 1734 году — Reidshes Dorff.

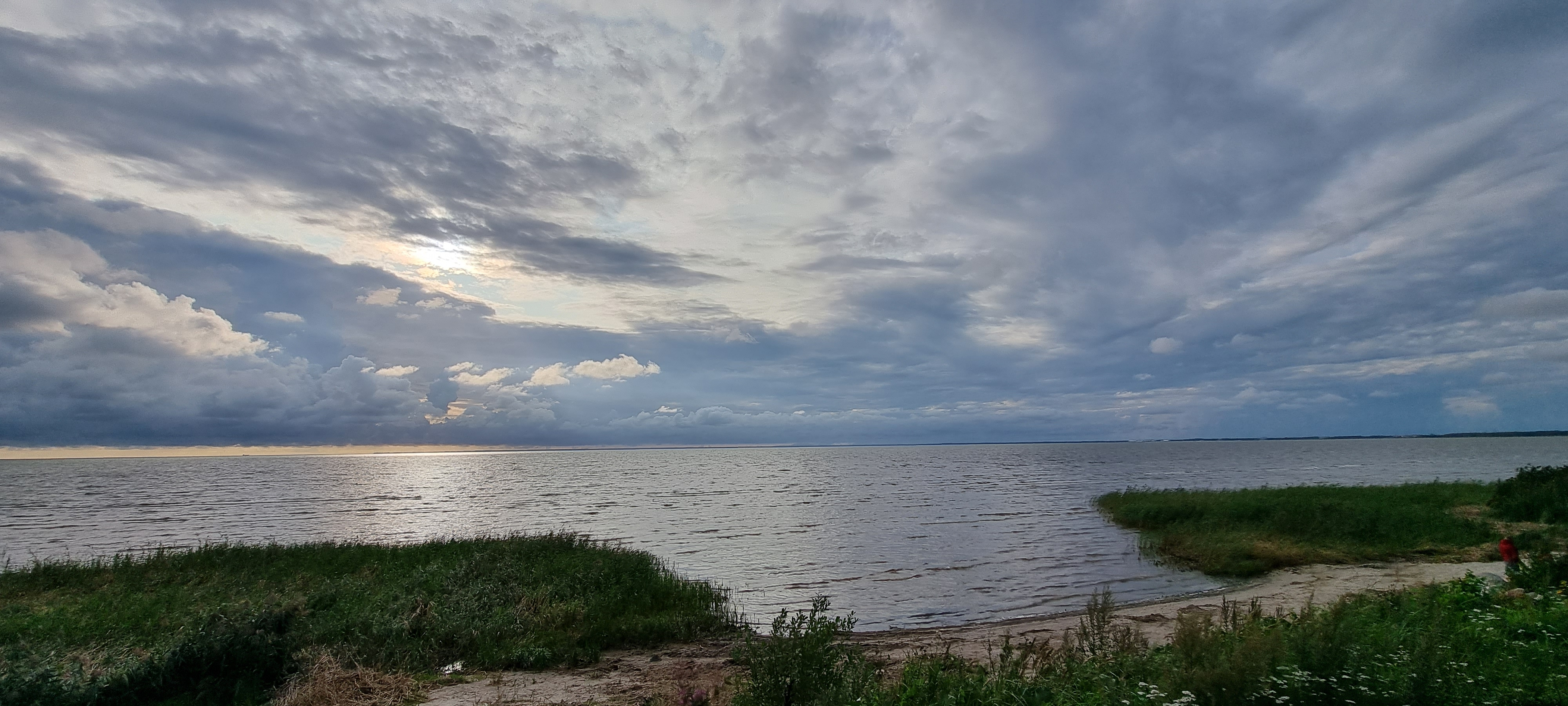
Берег моря в Рейу

Считается, что деревня под названием Рейу существовала уже в XIII веке.
Современная деревня Рейу получила своё название в 1939 году, ранее она делилась на две части: Алткюла (эст. Altküla, с эст. «Нижняя деревня») и Кесккюла (эст. Keskküla, с эст. «Средняя деревня»). Название и деревни Рейу и городской мызы Рейденхоф (нем. Reidenhof Рейу, эст. Reiu mõis) произошло от реки Рейу. Центр бывшей мызы Рейденхоф в настоящее время находится на территории деревни Силла (эст. Silla), муниципалитет Пярну. Главное здание мызы не сохранилось.
В 1977 году с Рейу была объединена деревня Мерекюла, официально снова ставшая самостоятельной деревней 7 сентября 2015 года. 
Численность населения деревни Мерекюла по данным переписей населения:
| Год  | 1959 | 1970  |
| ---- | ---- | ----- |
| Чел. | 119  | ↘ 116 |

В 1967 году на расположенной на территории деревни братской могиле жертв фашистского террора во время Второй мировой войны (исторический памятник с 1997 до 2023 года), был установлен памятник с надписью «Здесь пали жертвами фашизма в 1941—1944 гг. 700 советских граждан». В протоколе от 30 ноября 2022 года рабочая группа по советским памятникам при Госканцелярии Эстонии признала памятник «нейтральным монументом», т. е. не подлежащим демонтажу или замене (см. Список советских военных памятников Эстонии).

## Инфраструктура
В деревне работает детский Тематический парк «Лоттемаа» (Lottemaa), посвящённый героям знаменитой серии детских книг о Лотте эстонского писателя Андруса Кивиряхка, и есть поле для гольфа.